# Saison 2006-2007 du Football Club de Grenoble rugby
Cette page présente la saison 2006-2007 du Football club de Grenoble rugby.
À la suite de sa victoire sur le RC Nîmes (32 à 25) lors de la petite finale du Trophée Jean-Prat au stade Georges-Pompidou de Valence, le FCG est promu en Pro D2.
Gilles Cassagne est le manager du club.

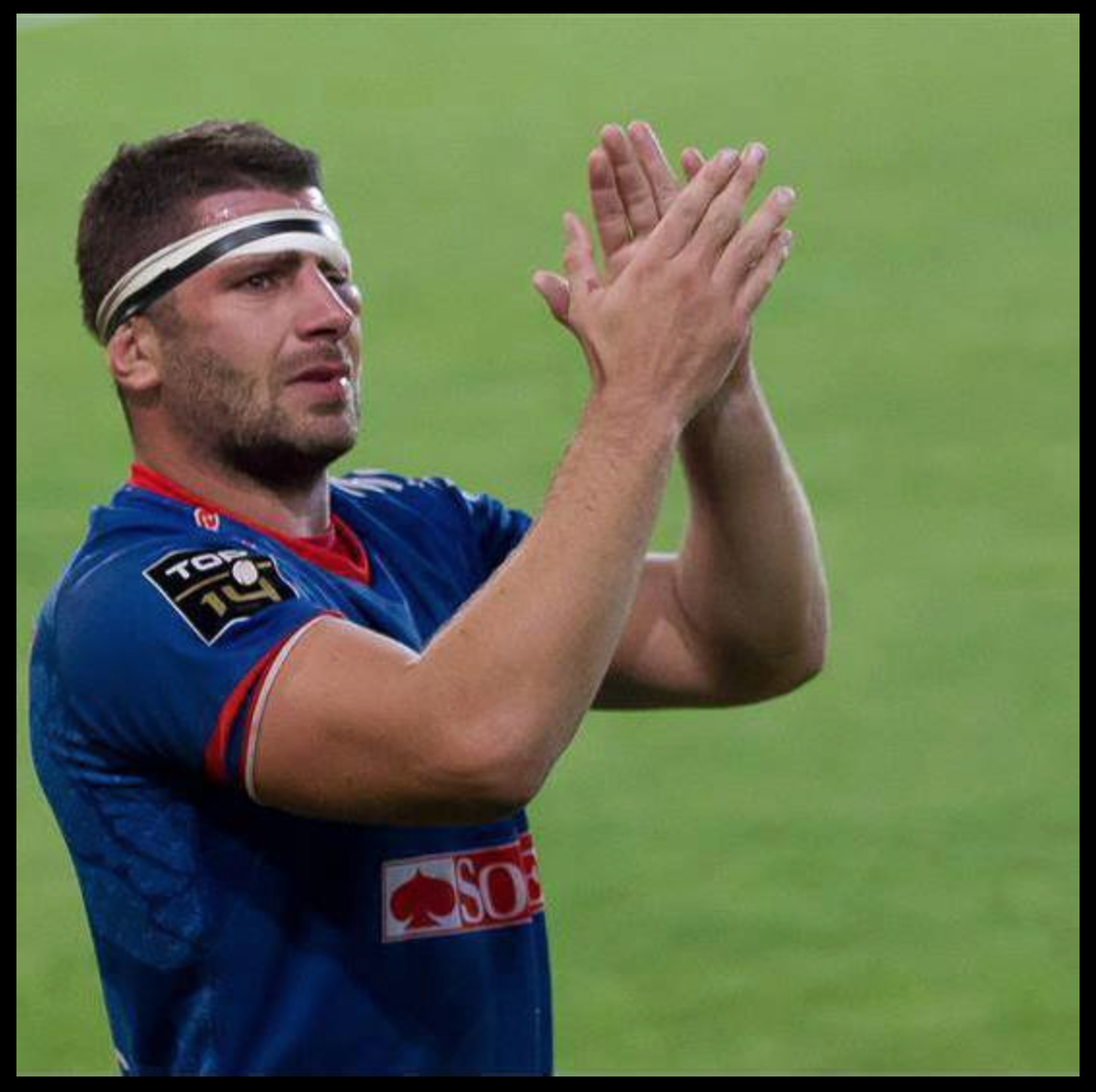
Le troisième ligne centre Jonathan Best.

Pour la réception du RC Toulon, Erreà réédite un maillot vintage réplique de celui du challenge Yves du Manoir en 1987 pour célébrer les 20 ans du titre.
Le RC Auch termine premier et devient champion de France, le FCG assure son maintien avec une 14e place.

## Affluence au stade

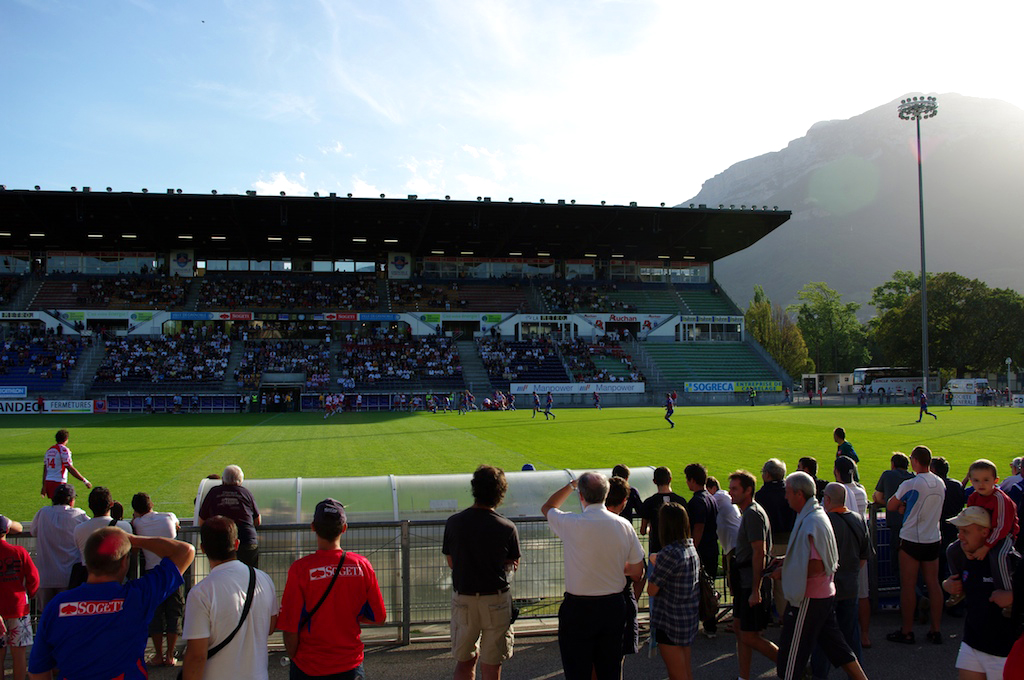
Le Stade Lesdiguières.

L'affluence moyenne du club à domicile est de 4 976.
Le record d'affluence de la saison à domicile est réalisé lors du match FCG-RCT, 7 623 spectateurs assistant à la rencontre.

## Transferts estivaux
Le club doit recruter tout un effectif professionnel d'où les arrivées de quinze nouveaux joueurs : Heinrich Kok (Golden Lions), Mauro Parra (Rugby Rovigo), Guillaume Meynard (Lyon OU), Joshua Heke (Aviron bayonnais), Mamadou Koita (AS Béziers), David Dussert (US Bresanne), Alexis Driollet (CS Bourgoin-Jallieu), Alexandre Franitch (US Oyonnax), Fabien Gengenbacher (Lyon OU), Thomas Trautmann (CS Bourgoin-Jallieu), Matt Priscott (Tarbes PR), Anthony Frenet (Lyon OU), Ilaï Derenalagi (US Montauban), Xavier Cambres (Pays d'Aix RC) et Mark Harris (Golden Lions).

## Les résultats
| - Samedi 2 septembre Béziers - USBCABBG : 30-12 Toulon – Mont de Marsan : 49-12 La Rochelle – Pau : 25-9 Dax – Gaillac : 38-13 Auch – Colomiers : 21-6 Tarbes – Métro-Racing : 21-18 LOU – Oyonnax : 15-6 Limoges - Grenoble : 17-6 | - Samedi 9 septembre Mont de Marsan - Tarbes 34-23 Colomiers - Limoges 9-18 Grenoble - La Rochelle 12-12 Métro-Racing - Béziers 23-27 Oyonnax - Toulon 28-23 - Dimanche 10 septembre Pau - LOU : 22-21 USBCABBG - Dax : 24-17 Gaillac - Auch : 16-22 |

| - Samedi 16 septembre Béziers - Oyonnax : 22-6 Toulon - Colomiers : 32-12 La Rochelle - Gaillac : 18-16 Dax - Pau : 24-14 Métro-Racing - Limoges : 37-3 Auch - Mont de Marsan : 34-9 Tarbes - Grenoble : 24-20 LOU - USBCABBG : 26-21 | - Samedi 23 septembre 2006 Pau – Auch : 11-21 Mont de Marsan - LOU : 18-13 Colomiers - Dax : 24-18 Grenoble - Métro-Racing : 41-21 Oyonnax - La Rochelle : 30-8 USBCABBG - Toulon : 12-0 Limoges - Tarbes : 21-9 - Dimanche 24 septembre 2006 Gaillac - Béziers : 14-15 |

| - Samedi 30 septembre Béziers - Mont de Marsan : 41-3 Toulon - Gaillac : 30-23 La Rochelle - Colomiers : 18-0 Dax - Grenoble : 10-3 Métro-Racing - LOU : 13-9 Auch - Oyonnax : 35-6 Tarbes - USBCABBG : 12-15 Limoges - Pau : 28-13 | - Samedi 14 octobre Pau - Tarbes : 31-34 Béziers - Toulon : 35-16 Mont de Marsan - Dax : 21-24 La Rochelle – Auch : 15-10 LOU - Colomiers : 39-8 Oyonnax - Métro-Racing : 26-19 USBCABBG - Limoges : 33-32 Gaillac - Grenoble : 33-6 |

| - Samedi 21 octobre Colomiers - Mont de Marsan : 23-19 Tarbes - Oyonnax : 18-6 Grenoble - USBCABBG : 28-22 LOU - La Rochelle : 12-6 Dax - Beziers : 31-16 Limoges - Gaillac : 18-11 Metro-Racing - Pau : 19-12 Auch - Toulon : 22-14 | - Samedi 28 octobre Pau - Grenoble : 18-11 Oyonnax - Colomiers : 22-9 Béziers - Limoges : 44-16 USBCABBG - Metro-Racing : 13-17 Toulon - LOU : 22-16 Gaillac - Mont de Marsan : 30-17 La Rochelle - Tarbes : 12-16 Dax - Auch : 17-22 |

| - Samedi 4 novembre Mont de Marsan - Metro-Racing : 15-13 Oyonnax - USBCABBG : 27-11 Colomiers - Grenoble : 22-17 Limoges - La Rochelle : 16-24 Toulon - Dax : 20-16 Tarbes - Béziers : 12-17 LOU - Auch : 9-15 - Dimanche 5 novembre Gaillac - Pau : 27-22 | - Samedi 18 novembre Pau - Colomiers : 25-12 Auch - Limoges : 24-22 Mont de Marsan - Oyonnax : 12-13 LOU - Tarbes : 55-13 Grenoble - Béziers : 33-13 USBCABBG - Gaillac : 12-17 La Rochelle - Dax : 34-7 - Dimanche 19 novembre Metro-Racing - Toulon : 18-25 |

| - Samedi 25 novembre Oyonnax - Pau : 20-6 Grenoble – Auch : 12-20 USBCABBG - Mont de Marsan : 16-11 Toulon - Tarbes : 16-28 La Rochelle - Metro-Racing : 23-13 Béziers - LOU : 27-3 - Dimanche 26 novembre Colomiers - Gaillac : 14-20 Dax - Limoges : 52-9 | - Samedi 2 décembre Pau - USBCABBG : 33-10 LOU - Dax : 17-12 Béziers - La Rochelle : 9-9 Limoges - Toulon : 27-32 Mont de Marsan - Grenoble : 12-12 Colomiers - Metro-Racing : 13-21 Tarbes - Auch : 21-25 - Dimanche 3 décembre Gaillac - Oyonnax : 16-10 |

| - Samedi 9 décembre Mont de Marsan - Pau : 14-17 Tarbes - Dax: 16-17 Grenoble - LOU : 13-8 Oyonnax - Limoges : 22-8 Toulon - La Rochelle : 26-16 USBCABBG - Colomiers : 13-10 Metro-Racing - Gaillac : 41-16 Auch - Béziers : 22-15 | - Samedi 16 décembre Pau - Toulon : 17-18 Auch - USBCABBG : 36-14 Colomiers - Béziers : 25-17 LOU - Limoges : 26-19 Grenoble - Oyonnax : 13-10 La Rochelle - Mont de Marsan : 37-5 Dax - Metro-Racing : 19-6 - Dimanche 17 décembre Gaillac - Tarbes : 24-3 |

| - Samedi 6 janvier Béziers - Pau : 33-9 USBCABBG - La Rochelle : 13-27 Toulon - Grenoble : 32-10 Limoges - Mont de Marsan : 13-19 Metro-Racing - Auch : 16-30 Gaillac - LOU : 15-18 Tarbes - Colomiers : 28-22 Oyonnax - Dax : 12-6 | - Samedi 13 janvier Pau - La Rochelle : 6-12 Oyonnax - LOU : 10-10 Mont de Marsan - Toulon : 26-13 USBCABBG - Béziers : 13-14 Colomiers - Auch : 15-31 Gaillac - Dax : 20-32 Grenoble - Limoges : 19-18 Metro-Racing - Tarbes : 27-13 |

| - Samedi 20 janvier Béziers - Métro-Racing: 30-23 Tarbes - Mont de Marsan : 21-23 Toulon - Oyonnax: 32-3 LOU - Pau : 16-9 La Rochelle - Grenoble : 15-0 Limoges - Colomiers : 31-20 Dax - USBCABBG : 23-8 Auch - Gaillac : 41-3 | - Samedi 27 janvier Pau - Dax : 33-16 Mont de Marsan - Auch : 23-25 Limoges - Métro-Racing : 17-18 Grenoble - Tarbes : 30-22 Oyonnax - Béziers : 24-16 - Dimanche 28 janvier USBCABBG - LOU : 14-6 Colomiers - Toulon : 25-23 Gaillac - La Rochelle : 21-11 |

| - Samedi 10 février Béziers - Gaillac : 22-9 Auch - Pau : 21-6 Toulon - USBCABBG : 13-9 Tarbes - Limoges : 21-9 La Rochelle - Oyonnax : 29-18 LOU - Mont de Marsan : 29-13 Dax - Colomiers : 47-8 Metro-Racing - Grenoble : 29-23 | - Samedi 17 février Pau - Limoges : 28-20 Mont de Marsan - Beziers : 12-8 USBCABBG - Tarbes : 30-10 Colomiers - La Rochelle : 21-23 Grenoble - Dax : 15-21 LOU - Metro-Racing : 34-6 - Dimanche 18 février Gaillac - Toulon : 6-7 Oyonnax - Auch : 16-16 |

| - Samedi 24 février Colomiers – LOU : 9-22 Grenoble – Gaillac : 15-16 Toulon - Beziers : 25-11 Limoges - USBCABBG : 25-20 - Dimanche 25 février Tarbes - Pau : 9-5 Metro-Racing - Oyonnax : 12-15 Auch - La Rochelle : 22-9 Dax - Mont de Marsan : 36-22 | - Samedi 3 mars Pau - Metro-Racing : 27-18 Mont de Marsan - Colomiers : 19-9 Oyonnax - Tarbes : 13-9 Toulon - Auch : 17-9 La Rochelle - LOU : 15-9 - Dimanche 4 mars Gaillac - Limoges : 28-19 USBCABBG - Grenoble : 15-14 Béziers - Dax : 24-13 |

| - Samedi 10 mars Mont de Marsan - Gaillac : 36-13 Tarbes - La Rochelle : 22-29 Colomiers - Oyonnax : 30-16 LOU - Toulon : 11-6 Grenoble - Pau : 25-9 Limoges - Béziers : 30-24 Metro-Racing - USBCABBG : 12-16 Auch - Dax : 19-17 | - Samedi 24 mars Pau - Gaillac : 32-17 Metro-Racing - Mont de Marsan : 13-14 Béziers - Tarbes : 34-16 Auch - LOU : 16-21 Grenoble - Colomiers : 30-23 USBCABBG - Oyonnax : 16-12 La Rochelle - Limoges : 44-20 Dax - Toulon : 29-3 |

| - Samedi 31 mars Toulon - Metro-Racing : 17-27 Colomiers - Pau : 26-15 Dax - La Rochelle : 18-14 Limoges - Auch : 6-36 Béziers - Grenoble : 23-12 Tarbes - LOU : 26-17 Oyonnax - Mont de Marsan : 26-20 - Dimanche 1er avril Gaillac - USBCABBG : 13-5 | - Samedi 7 avril Pau - Oyonnax : 51-12 Métro-Racing - La Rochelle : 20-33 Auch - Grenoble : 19-12 Limoges - Dax : 34-62 Tarbes - Toulon : 12-19 Mont de Marsan - USBCABBG : 19-13 LOU - Béziers : 24-26 - Dimanche 8 avril Gaillac - Colomiers : 20-20 |

| - Samedi 14 avril Toulon - Limoges : 33-20 Oyonnax - Gaillac : 36-31 Dax - LOU : 43-3 Metro-Racing - Colomiers : 23-20 Auch - Tarbes : 31-0 Grenoble - Mont de Marsan : 18-10 La Rochelle - Beziers : 27-19 - Dimanche 15 avril USBCABBG - Pau 20-23 | - Samedi 21 avril Pau - Mont de Marsan : 27-22 LOU - Grenoble : 34-22 Dax - Tarbes : 55-10 Limoges - Oyonnax : 34-7 Béziers - Auch : 23-33 La Rochelle - Toulon : 40-20 Colomiers - USBCABBG : 33-17 - Dimanche 22 avril Gaillac - Metro-Racing 32-26 |

| - Samedi 5 mai Toulon - Pau : 40-29 Mont de Marsan - La Rochelle : 37-17 Béziers - Colomiers : 30-11 Metro-Racing - Dax : 18-28 Tarbes - Gaillac : 19-8 Limoges - LOU : 21-20 Oyonnax - Grenoble : 20-22 - Dimanche 6 mai USBCABBG - Auch : 18-12 | - Dimanche 13 mai Pau - Béziers : 43-27 Mont de Marsan - Limoges : 35-36 Dax - Oyonnax : 40-17 LOU - Gaillac : 52-20 Auch- Metro-Racing : 37-27 Grenoble - Toulon : 21-39 La Rochelle - USBCABBG : 31-25 Colomiers - Tarbes : 12-22 |

## Classement final de la saison régulière
| Rang | Club                  | J  | V  | N | D  | Bo | Bd | Pm  | Pe  | Diff | Pts |
| ---- | --------------------- | -- | -- | - | -- | -- | -- | --- | --- | ---- | --- |
| 1    | FC Auch               | 30 | 25 | 1 | 4  | 5  | 3  | 727 | 416 | +311 | 110 |
| 2    | US Dax                | 30 | 20 | 0 | 10 | 11 | 7  | 788 | 499 | +289 | 98  |
| 3    | Stade rochelais       | 30 | 20 | 2 | 8  | 6  | 3  | 633 | 477 | +156 | 93  |
| 4    | RC Toulon (R)         | 30 | 19 | 0 | 11 | 9  | 3  | 662 | 570 | +92  | 88  |
| 5    | AS Béziers            | 30 | 18 | 1 | 11 | 6  | 3  | 692 | 551 | +141 | 83  |
| 6    | Lyon OU               | 30 | 16 | 1 | 13 | 4  | 9  | 595 | 489 | +106 | 79  |
| 7    | US Oyonnax            | 30 | 15 | 2 | 13 | 2  | 4  | 499 | 580 | -81  | 70  |
| 8    | Section paloise (R)   | 30 | 13 | 0 | 17 | 8  | 8  | 619 | 625 | -6   | 68  |
| 9    | Stade montois         | 30 | 12 | 1 | 17 | 2  | 10 | 555 | 662 | -107 | 62  |
| 10   | Union Bordeaux Bègles | 30 | 12 | 0 | 18 | 2  | 10 | 480 | 583 | -103 | 60  |
| 11   | UA Gaillac (P)        | 30 | 12 | 1 | 17 | 3  | 7  | 548 | 657 | -109 | 60  |
| 12   | Racing 92             | 30 | 11 | 0 | 19 | 4  | 10 | 594 | 656 | -62  | 58  |
| 13   | Tarbes PR             | 30 | 12 | 0 | 18 | 0  | 8  | 510 | 675 | -165 | 56  |
| 14   | FC Grenoble (P)       | 30 | 10 | 2 | 18 | 1  | 10 | 506 | 600 | -94  | 55  |
| 15   | USA Limoges (P)       | 30 | 11 | 0 | 19 | 3  | 7  | 614 | 776 | -162 | 54  |
| 16   | Colomiers Rugby       | 30 | 8  | 1 | 21 | 1  | 5  | 491 | 697 | -206 | 40  |

|  | Champion de France de Pro D2 - Promu en Top 14 (no 1). |
|  | Participation aux phases finales de barrage pour déterminer le vice-champion, promu en Top 14 (no 2, no 3, no 4, no 5).                                                                                     |
|  | Relégation en Fédérale 1 (no 15, no 16). |
|  | R : Relégués 2006 • P : Promus 2006 V : Victoires • N : Matches Nuls • D : Défaites • BO : Bonus Offensif • BD : Bonus Défensif • PM : Points marqués • PE : Points encaissés • Diff : Différence de points |

Limoges, avant-dernier et donc relégable, est finalement maintenu à la place de Gaillac.

## Playoff

### Demi-finales
| Date        | Équipe 1        | Équipe 2   | Résultat | Points marqués                                                                                       |
| 19 mai 2007 | US Dax          | AS Béziers | 18 - 6   | Dax : 6 pénalités de Maillard Béziers : 2 pénalités de Giannantonio                                  |
| 19 mai 2007 | Stade rochelais | RC Toulon  | 21-17    | La Rochelle : 6 pénalités et 1 drop de Merceron Toulon : 4 pénalités de Roussouw, 1 essai de Curnier |

### Finale
| Date        | Équipe 1 | Équipe 2        | Résultat | Points marqués |
| 27 mai 2007 | US Dax   | Stade rochelais | 22 -16   | Dax: 3 essais de Deniau, Hiriart, Auelua, 1 pénalité de Maillard Stade Rochelais : 1 essai de Marcier, 1 transformation et 3 pénalités de Merceron |

## Entraîneurs
L'équipe professionnelle est encadrée par
| Nom                        | Poste   | Nationalité |
| -------------------------- | ------- | ----------- |
| Franck Corrihons           | Général | France      |
| Jean-François Martin-Culet | Adjoint | France      |

## Effectif de la saison 2006-2007
| Nom                  | Poste                  | Naissance          | Nationalité      |
| -------------------- | ---------------------- | ------------------ | ---------------- |
| Richard Choirat      | Pilier                 | 28 septembre 1984  | France           |
| Romain David         | Pilier                 | 21 avril 1982      | France           |
| Laurent Faihy        | Pilier                 | 8 novembre 1978    | France           |
| Mathieu Greff        | Pilier                 | 11 juillet 1984    | France           |
| Joshua Heke          | Pilier                 | 28 mai 1974        | Nouvelle-Zélande |
| Johan Hendriks       | Pilier                 | 1er février 1973   | Afrique du Sud   |
| Heinrich Kok         | Pilier                 | 27 août 1974       | Afrique du Sud   |
| Thomas Mounier       | Pilier                 | 19 avril 1984      | France           |
| Mauro Parra          | Pilier                 | 4 novembre 1981    | Argentine        |
| Levan Ghvaberidze    | Talonneur              | 1er janvier 1982   | Géorgie          |
| Emmanuel Maignien    | Talonneur              | 5 janvier 1982     | France           |
| Guillaume Meynard    | Talonneur              | 4 avril 1977       | France           |
| Ioan Ciofu           | Deuxième ligne         | 1er janvier 1978   | Roumanie         |
| David Dussert        | Deuxième ligne         | 3 septembre 1978   | France           |
| Roderick Labuschagne | Deuxième ligne         | 21 septembre 1979  | Afrique du Sud   |
| Mamadou Koita        | Deuxième ligne         | 5 avril 1980       | France           |
| Vincent Quivet       | Deuxième ligne         | 13 août 1983       | France           |
| Anthony Bertholet    | Troisième ligne aile   | 10 février 1984    | France           |
| Florin Corodeanu     | Troisième ligne aile   | 26 mars 1977       | Roumanie         |
| Alexis Driollet      | Troisième ligne aile   | 10 août 1984       | France           |
| Pierre Laurent       | Troisième ligne aile   | 25 mai 1978        | France           |
| Gwendal Ollivier     | Troisième ligne aile   | 27 décembre 1977   | France           |
| Dorian Seve          | Troisième ligne aile   | 28 juillet 1986    | France           |
| Jonathan Best        | Troisième ligne centre | 2 août 1983        | France           |
| Alexandre Franitch   | Troisième ligne centre | 10 juillet 1977    | France           |
| Johann Authier       | Demi de mêlée          | 16 décembre 1981   | France           |
| Pierre Rochette      | Demi de mêlée          | 18 octobre 1982    | France           |
| Thomas Servien       | Demi de mêlée          | 19 avril 1985      | France           |
| Pierre-Alexandre Dut | Demi d'ouverture       | 25 février 1985    | France           |
| Fabien Gengenbacher  | Demi d'ouverture       | 13 janvier 1984    | France           |
| Maxime Suarez        | Demi d'ouverture       | 14 mars 1976       | France           |
| Baptiste Bruncher    | Centre                 | 13 août 1985       | France           |
| Anthony Frenet       | Centre                 | 18 juillet 1983    | France           |
| Matt Priscott        | Centre                 | 1er septembre 1977 | Nouvelle-Zélande |
| Yann Rave            | Centre                 | 19 octobre 1984    | France           |
| Thomas Trautmann     | Centre                 | 16 juillet 1985    | France           |
| Xavier Cambres       | Ailier                 | 11 juillet 1974    | France           |
| Ilaï Derenalagi      | Ailier                 | 13 avril 1976      | Fidji            |
| Arnaud Di Benedetto  | Ailier                 | 22 septembre 1982  | France           |
| Mark Harris          | Ailier                 | 1er octobre 1983   | Afrique du Sud   |
| Nicolas Pardo        | Ailier                 | 6 juillet 1985     | France           |
| Kevin Zhakata        | Ailier                 | 5 décembre 1981    | France           |
| Jordan Garnier       | Arrière                | 1er mai 1982       | France           |
| Dermot O'Sullivan    | Arrière                | 11 novembre 1977   | Irlande          |

### Équipe-Type
1. Heinrich Kok  2. Guillaume Meynard 3. Joshua Heke

4. Mamadou Koita  5. Roderick Labuschagne 

6. Gwendal Ollivier  8. Jonathan Best 7. Pierre Laurent 

9. Johann Authier 10. Fabien Gengenbacher puis Pierre-Alexandre Dut 

11. Ilaï Derenalagi 12. Matt Priscott 13. Baptiste Bruncher 14. Jordan Garnier puis Mark Harris 

15. Xavier Cambres 